# Chiesa di San Martino a Viminiccio
La chiesa di San Martino a Viminiccio si trova nel comune di Vicchio.

## Storia e descrizione
È documentata per la prima volta in un diploma imperiale del 1024 . Nel secolo XV furono patroni della pieve i Nuti, a cui successero i Tani, quindi i Baldinotti e i Comparini. La chiesa, in pessime condizioni già nel 1568, fu restaurata durante il plebato di Carlo Vivoli ( 1781 – 1805 ).
L'edificio presenta una semplice facciata a due spioventi con unico portale lunettato ed interno ad aula unica dotata di scarsella, nella quale è riconoscibile l'originaria struttura medievale. La chiesa conserva un ciclo di affreschi ottocenteschi di Ferdinando Folchi con Storie di San Martino vescovo di Tours . Nella lunetta del portale, mosaico maiolicato delle Fornaci Chini.